# Llac Mweru
|  | No s'ha de confondre amb llac Mweru Wantipa. |

Els Grans Llacs d'Àfrica i els dos vessants de la Gran Vall del Rift

El llac  Mweru  (també escrit llac Mwero o Moero) és un llac situat a la frontera entre la República Democràtica del Congo (Katanga) i Zàmbia, a uns 150 km al sud del llac Tanganyika. Mesura uns 96 km de llarg per 45 km d'ample, orientat al nord-est-sud-oest, amb una superfície de 4.650 km². Té una profunditat màxima de 37 metres. El Llac Mweru és part de la xarxa hidràulica dels Grans Llacs, però no és considerat com un Gran Llac. És principalment alimentat pel riu Luapula. L'emissari del llac és el riu Luvua, que alimenta el Lualaba, que és el nom que rep el riu Congo a la part superior. El llac inclou l'illa de Kilwa en la seva part meridional. El llac ha estat durant molt de temps aïllat, només s'arribava a ell a través de pistes forestals, tant en el costat de Zàmbia com en el congolès. Des de 1987, una carretera asfaltada es va construir fins a l'aldea de Nchelenge a Zàmbia, i la població està creixent ràpidament, aprofitant la pesca al llac.
Mweru significa "llac" en una sèrie de llengües bantus, per la qual cosa sovint es coneix simplement com a "Mweru".

## Geografia física
Mweru és alimentat principalment pel riu Luapula, que arriba a través dels pantans des del sud, i pel riu Kalungwishi des de l'est. Al seu extrem nord, el llac és drenat pel riu Luvua, que flueix en direcció nord-oest per unir-se al riu Lualaba i des d'allí cap al Congo. És el segon llac més gran de la conca de drenatge del Congo i es troba a 150 km a l'oest de l'extrem sud del més gran, el llac Tanganyika.
La longitud mitjana del Mweru és de 118 km i la seva amplada mitjana és de 45 km, amb el seu eix llarg orientat nord-est-sud-oest. La seva altitud és de 917 m, una mica més alt que Tanganika (763 m). És un llac de la vall del Rift que és una branca del Rift d'Àfrica Oriental. La riba occidental del llac a la RD Congo presenta l’escarpada típica d'un llac de la vall del Rift, que s'eleva fins a les muntanyes Kundelungu més enllà, però l'escarpada de la vall del Rift és menys pronunciada a la riba oriental.
El Mweru és poc profund al sud i més profund al nord, amb dues depressions a la secció nord-est amb profunditats màximes de 20 i 27 m.
El Luapula forma un delta pantanós gairebé tan ample com l'extrem sud del llac. En diversos aspectes, el riu inferior i el llac es poden tractar com una entitat. Per a un llac en una regió amb estacions humides i seques pronunciades, Mweru no canvia gaire de nivell i àrea. La fluctuació anual del nivell és d'1,7 m, amb màxims estacionals al maig i mínims al gener. Això es deu en part perquè el Luapula drena fora dels pantans de Bangweulu i la plana inundable que tendeixen a regular el flux d'aigua, absorbint la inundació anual i alliberant-la lentament, i en part perquè la sortida del Mweru, el Luvua, cau ràpidament i flueix ràpidament, sense que la vegetació ho bloquegi. Un augment del Mweru es compensa ràpidament per un flux més ràpid pel Luvua.
Un llac més petit, molt pantanós, anomenat Mweru Wantipa (també conegut com els pantans de Mweru) es troba a uns 50 km a l’est i al nord del Kalungwishi. És majoritàriament endorreic i en realitat pren aigua del Kalungwishi a través d'un dambo la major part del temps, però en èpoques de gran inundació pot desbordar-se al Kalunggwishi i al llac Mweru.

## Geografia humana

### Exploració
El llac era conegut pels comerciants àrabs i suahili (d'ivori, coure i esclaus) que van utilitzar l'illa de Kilwa al llac com a base. Van fer servir rutes comercials des de Zanzíbar a l'oceà Índic fins a Ujiji al llac Tanganica fins a Mweru i després als regnes Lunda, Luba, Yeke o Kazembe, l'últim a la riba sud de Mweru. Les rutes comercials occidentals anaven d'aquests regnes a l'Atlàntic, de manera que Mweru es trobava en una ruta comercial transcontinental.
Entre 1796 i 1831, els comerciants/exploradors portuguesos Pereira, Francisco de Lacerda i altres van visitar Kazembe des de Moçambic per aconseguir tractats per fer servir la ruta comercial entre els seus territoris de Moçambic i Angola. Els portuguesos devien saber del llac, i els visitants només havien de caminar uns 5 km al nord de la capital de Kanyembo de Kazembe per veure el llac a 10 km. No obstant això, estaven més interessats en les rutes comercials que no pas en el descobriment, s'havien acostat des del sud i els seus moviments estaven restringits per Mwata Kazembe, i ells no ho van explicar. A l'explorador i missioner David Livingstone, que s'hi referia com "Moero", se li atribueix el seu descobriment durant els seus viatges de 1867-1868.
Livingstone va ser testimoni de la devastació i el sofriment causat pel tràfic d'esclaus a la zona al nord i l'est de Mweru, i els seus relats sí que van ajudar a reunir-ne l'oposició. L'últim tràfic d'esclaus a la zona va ser tan tard com la dècada de 1890, però. Mentrestant, entre 1870 i 1891, escaramusses i guerres entre el rei Yeke Msiri i caps i comerciants veïns van desestabilitzar la zona. Pocs europeus havien visitat Mweru des de Livingstone, fins que Alfred Sharpe el 1890-1891 i l’expedició Stairs el 1892 van passar-hi per buscar tractats amb Msiri. L’expedició Stairs va matar a Msiri i va prendre Katanga per al rei Leopold II de Bèlgica. Sharpe va deixar un dels seus oficials per establir el primer lloc avançat colonial a la vall de Luapula-Mweru, el boma britànic a Chiengi el 1891.

### Desenvolupament històric

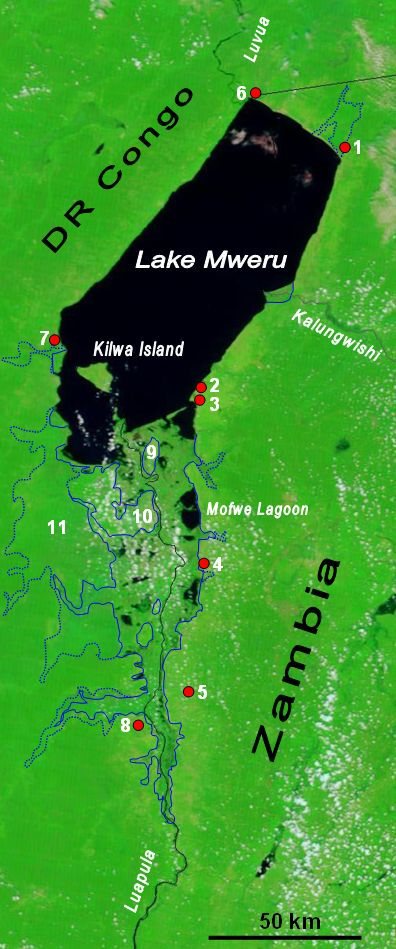
El llac Mweru i les seves cales principals, el riu Luapula inferior i els seus pantans, i el Kalungwishi. També es mostra la sortida de Mweru, el riu Luvua que va cap al nord fins als rius Lualaba i Congo. L'aigua es mostra negra en aquesta imatge de satèl·lit de la NASA en fals color. L'extensió dels pantans es mostra amb una línia blava sòlida, i l'extensió de la plana inundable es mostra com una línia de punts. Les ciutats són, a Zàmbia: 1 Chiengi, 2 Kashikishi, 3 Nchelenge, 4 Mwansabombwe, 5 Mwense; a RD Congo: 6 Pweto, 7 Kilwa, 8 Kasenga. Altres característiques: 9: Illa Chisenga, 10 l'illa pantanosa més gran (a la RD Congo), 11 la plana inundable principal.

La costa occidental de Luapula-Mweru es va convertir en part del Congo belga i la costa oriental de Rhodèsia del Nord, un protectorat britànic. El llac Mweru fins a Tanganika és una zona que va estar exposada a la influència europea molt aviat, quan els llacs eren l'entrada principal a Rhodèsia del Nord. Tot i que l'illa de Kilwa està més a prop de la costa occidental, es va assignar a Rhodèsia del Nord i, en conseqüència, Zàmbia té el 58% de les aigües del llac i la RD Congo el 42%.
Els primers llocs avançats belgues al llac es van establir a Lukonzolwa i Pweto, que van ser en diversos moments la seu de la seva administració de Katanga. Van acabar amb el tràfic d'esclaus que va cap al nord-est al voltant del llac. La primera estació de missió al llac va ser establerta el 1892 pel missioner escocès Dan Crawford dels germans de Plymouth a Luanza, al costat belga del llac.
Els britànics van traslladar el seu boma de Chiengi al Kalungwishi, amb un o dos oficials britànics (com Blair Watson), i una força de policia africana. Juntament amb les operacions al voltant de Mbala més avall de la ruta comercial, això va ser suficient per acabar amb el tràfic d'esclaus que va cap a l'est des de Mweru, però no suficient per portar a Mwata Kazembe sota el domini britànic, i es va haver d'enviar una expedició militar el 1899 des de l'Àfrica Central Britànica. (Malawi) per fer aquesta feina.
El trasllat del boma de Chiengi a Kalungwishi va tenir l'efecte de deixar al boma belga de Pweto via lliure a l'extrem nord del llac, cosa que va provocar cent anys després que uns 33 km² del territori de Zambia prop de Pweto fossin cedits a la RD Congo (aleshores Zaire). Consulteu la disputa fronterera de la província de Luapula per obtenir més detalls i referències.
Després de 1900, la província de Katanga del Congo belga, a la riba occidental del llac, es va desenvolupar més ràpidament que el costat de Rhodèsia del Nord, la província de Luapula i la ciutat de Kasenga unes poques hores amb vaixell pel riu Luapula es van convertir en les més desenvolupades de la vall de Luapula-Mweru, i fins als anys 60 va ser el principal centre comercial amb millors serveis i infraestructures que en altres llocs. Les mines de Lubumbashi van començar més ràpidament que les del Copperbelt, i Kasenga va proveir la seva mà d'obra amb peix. Des de 1960, les crisis polítiques, l'abandonament governamental i les guerres al costat congolès han produït un deteriorament de les infraestructures, mentre que la pau al costat de Zàmbia ha produït un augment de la població i els serveis, provocant un canvi de balanç.

### Nuclis de població
Molts pobles de pescadors esquitxen les costes de Mweru. Alguns són colònies de temporada. Les principals ciutats del costat de Zàmbia són Nchelenge, Kashikishi i Chiengi, i al costat de la RD Congo, Kilwa (la ciutat enfront de l'illa), Lukonzolwa i Pweto.
A més de l'illa de Kilwa, hi ha altres dues illes habitades al llac: l'illa Isokwe de Zàmbia de 3 km² i l'illa congolesa al costat de la desembocadura del Luapula de 2 km². (Dues illes més dels pantans de Luapula tenen ribes al llac).
El costat congolès del llac va ser afectat per la Segona Guerra del Congo de 1999-2003, de la qual encara s'està recuperant. Molts refugiats van entrar a Zàmbia a Pweto i van ser allotjats en campaments als districtes de Mporokoso i Kawambwa.

### Transport
Els belgues operaven un servei regular mitjançant un Vaixell de paletes, el Charles Lemaire, entre Kasenga a la Luapula i Pweto a la desembocadura del riu Luvua, una distància de prop de 300 km, on es va incloure una parada a Kilwa. Els vaixells encara fan aquesta ruta avui. El transport per aigua s'utilitza menys al costat de Zàmbia, excepte a l'illa de Kilwa, l'illa Isokwe i l'illa Chisenga (als pantans de Luapula).
La zona de Mweru només estava servida per camins de terra fins que la carretera principal de la província de Luapula al costat de Zàmbia va ser asfaltada a Nchelenge el 1987; la població al voltant del llac ha crescut, gran part explotant la rica pesquera del llac. Quan les mines de Copperbelt van deixar treballadors als anys 80 i 90, molts antics miners es van traslladar a la vora del llac, especialment al voltant de Nchelenge-Kashikishi.
Els camins de terra del costat congolès s'han deixat de banda i estan en mal estat, i molta gent creua a Zàmbia per viatjar per carretera. Consulteu Congo Pedicle Road per obtenir més detalls.

### Pesca

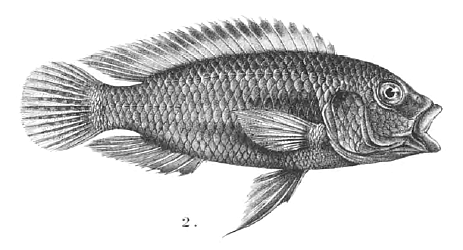
Dibuix d'un sintip de Thoracochromis moeruensis (Boulenger, 1899), un cíclid haplocromínic del llac Mweru

Mweru sempre s'ha destacat per la seva tilàpia d'aleta llarga, (Oreochromis macrochir), anomenada pàl·lida ('pa-lay') a Bemba, que tradicionalment s'assecaven en bastidors o estores al sol i s'envasaven en cistelles per al mercat. (el Fumatge i Salaó del peix són processos més recents a la zona). Bagre (una espècie que creix fins a 2 m de llarg), també es captura una espècie de carpa, hydrocynus, peix elefant i peix semblant a la sardina.
La pesca comercial al llac Mweru i al riu Luapula va ser iniciada pels pescadors grecs de les illes del Dodecanès que es van establir a Kasenga, RD Congo, a la riba occidental del riu Luapula, a 150 km riu amunt del llac a la primera meitat del segle xix. Van utilitzar vaixells construïts a l'estil grec propulsats per màquines de vapor alimentades amb carbó vegetal, substituïts posteriorment per dièsel. Van subministrar a la mà d'obra de les mines de coure de Lubumbashi (després tot el Copperbelt) amb peix que s'envasava en gel a Kasenga i des d'allà es transportava en camions. Es va estimar que el 1950 hi havia 50 vaixells grecs que capturaven 4000 tm de peix fresc per any. Un vaixell trigaria una setmana a fer l'anada i tornada al llac i omplir-ne la bodega, amb el gel que portava a bord.
En les últimes dècades la captura ha disminuït a causa de la sobrepesca i s'estima en 13,000 tones capturades per 4.500 embarcacions petites, principalment vaixells de taulons. Els pescadors congolesos són els que més capturen tot i tenir una part de les aigües una mica menor. Les tilàpies són capturades per xarxes de brànquis i no assoleixen la mida que tenien abans. Des de la dècada de 1980, la pesca 'chisense' va augmentar. Aquest mètode s'utilitza per capturar petits peixos pelàgics anomenats kapenta, originaris de les platges però que ara utilitzen llums als vaixells de nit per atreure els peixos que després són recollits en xarxes fines.

### Mineria
La mina de coure Dikulushi és una mina a cel obert de 50 km al nord de Kilwa a la RD del Congo per un camí de terra, i 23 km l'oest del llac. La mina va ser venuda per Anvil Mining a Mawson West, una empresa australiana, el març de 2010. Quan la mina està en funcionament, camions pesants que transporten concentrats creuen Mweru en un gran ferri de pontons motoritzats de Kilwa a Nchelenge, a una distància de 44 km i després condueix 2500 km a una fosa de coure a Tsumeb, Namíbia.

### Turisme
El llac Mweru no està desenvolupat per al turisme tot i que es considera "veritablement bell". La manca d'accés en el passat, la manca de conservació de la vida salvatge i les guerres a la RD Congo entre 1996 i 2003 no han ajudat. Fa 60 anys, les ribes occidental i nord del llac eren la llar de grans ramats d'elefants, la plana inundable de Luapula recolzava ramats de Cob lichi, i el parc nacional de la plana de Lusenga i el parc nacional de Mweru Wantipa eren coneguts pel Búfal africà, una gran varietat d'antílops i lleó. La majoria de les poblacions d'animals s'han reduït per la caça, la pèrdua d'hàbitat i la caça furtiva. Al costat de Zàmbia, potser només el parc nacional de Mweru Wantipa té potencial turístic. Al costat congolès el Parc nacional de Kundelungu a les muntanyes a 75 km el sud-oest del llac pot estar en millors condicions.